# Herb Piekar Śląskich
Herb Piekar Śląskich – jeden z symboli miasta Piekary Śląskie.

## Wygląd i symbolika
Herb przedstawia w polu błękitnym dwóch czarno ubranych mężczyzn w złotych (żółtych) butach, przepasanych złotymi (żółtymi) szarfami, między którymi umieszczone jest złote (żółte) sanktuarium maryjne.

## Historia

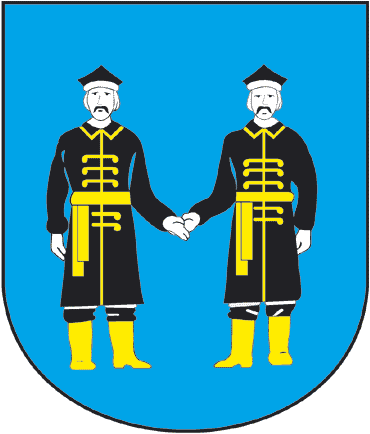
Herb Piekar Śląskich do 2005 r.

Najstarsze pieczęcie z wizerunkiem herbu pochodzą z przełomu XVIII i XIX wieku. Pierwotne, pochodzące z XVIII w., godło gminy Piekary stanowił wizerunek Matki Boskiej Piekarskiej z Dzieciątkiem.
W późniejszym herbie wprowadzono dwóch mężczyzn trzymających się za ręce, brak było wizerunku Bazyliki w Piekarach Śląskich. W 2005 r. została dokonana zmiana wizerunku herbowego uchwałą nr XL/380/05 Rady Miasta z 30 czerwca 2005.

## Herby poszczególnych dzielnic
Obszar Piekar Śląskich powiększył się po połączeniu kilku okolicznych wsi, miejscowości i miast, a każda z nich miała swój własny herb. Po włączeniu do Piekar herby te nabrały tylko znaczenia honorowo-obyczajowego. Widnieją na sztandarach niektórych grup organizacyjnych lub w starych dokumentach dotyczących poszczególnych dzielnic.
- Brzeziny Śląskie: dwóch górników w czarnych górniczych mundurach ze szpadami w prawych dłoniach, między nimi brzoza, tło białe a pod spodem, na zieleni, czarne godło górnicze tzw. perlik i żelazko.
- Brzozowice: biały baranek ze złotym krzyżem, który jest drzewcem białej chorągwi, tło błękitne.
- Dąbrówka Wielka: dwa rozłożyste dęby na zielonej murawie, tło białe.
- Kamień: górnik w czarnym stroju pracujący kilofem, tło białe.
- Kozłowa Góra: dwa czerwone kozły stojące na dwóch wzgórzach, tło białe.
- Szarlej: górnik w stroju galowym trzymający w prawej ręce lampkę górniczą, w lewej kilof, tło białe.

Herb Brzezin Śląskich
Herb Brzozowic
Herb Dąbrówki Wielkiej
Herb Kamienia
Herb Kozłowej Góry
Herb Szarleju